# Verdi (krater)
För andra betydelser, se Verdi (olika betydelser).
Verdi är en nedslagskrater på planeten Merkurius, med en diameter på ungefär 145 kilometer.
1979 uppkallades kratern efter den italienska kompositören Giuseppe Verdi.